# Aishalton Airport
Aishalton Airport är en flygplats i Aishalton i Upper Takatu-Upper Esseqiubo i södra Guyana.